# Non nobis
Non nobis je kratki latinski himan koji se koristi kao molitva zahvalnosti te izražavanja poniznosti. Latinski tekst potječe iz Psalma 115:1. U potpunosti glasi:
Latinski: Non nobis, Domine, non nobis, sed nomini tuo da gloriam.
Hrvatski: Ne nama Gospode, ne nama, već Imenu Svom slavu daj.
Ovaj himan se najčešće povezuje s vitezovima Reda siromašnih vitezova Krista i Salomonova hrama čije je to službeno geslo bilo. Palaču Ca' Vendramin Calergi su dugo zvali po nadimku "Non Nobis Domine" zbog psalma uklesanom na prozoru prizemlja.